# Relacions entre Angola i Índia
Les relacions entre Angola i Índia es refereix a les relacions bilaterals històriques i actuals entre la República d'Angola i la República de Índia. Ambdós països són membres del Moviment de Països No Alineats. Com a membre de la Unió Africana, Angola dona suport a la candidatura índia per al seient permanent en un Consell de Seguretat reformat. L'Índia té una ambaixada a Luanda. Angola té una ambaixada a Nova Delhi.

## Lligams econòmics
El Ministeri d'Afers Exteriors del Govern de l'Índia declara que en l'any fiscal que acabava el març de 2011, el comerç total entre l'Índia i Angola va ser per un valor de 6.000 milions de dòlars. Segons l'ambaixada de l'Índia a Luanda, "[El]Govern de l'Índia va estendre una línia de crèdit de 40 milions de dòlars al Govern d'Angola per un projecte per a la rehabilitació del Caminho de Ferro de Moçâmedes, la primera gran iniciativa de govern a govern entre els dos països. Rail India Technical and Economic Consultancy Services (RITES) Limited serà qui comenci l'execució del projecte en 2005 que serà lliurat al Ministre de Transports d'Angola el 28 d'agost de 2007. EXIM Bank of India extendra tres línies de crèdit de 5, 10 i 13,8 milions US$ per equipament agrari i tractors indis. El Banc Estatal de l'Índia, que va obrir una oficina representativa a Luanda l'abril de 2005 també estendrà línies de crèdit comercial per 5 milions US$5 per proveir tractors i importar béns de capital de l'Índia. Un altre préstec a llarg termini de 10.8 million ha estat aprovat pel SBI. El govern de l'Índia ha aprovat recentment US$30 milions per a la creació d'un parc industrial i 15 milions US$ per a la creació d'una planta de desmotatge i filat de cotó."